# المحذاة (الحيمة الخارجية)

تعديل مصدري - تعديل

المحذاة هي إحدى قرى عزلة سهام بمديرية الحيمة الخارجية التابعة لمحافظة صنعاء، بلغ تعداد سكانها 47 نسمة حسب تعداد اليمن لعام 2004.